# La vida es un sueño
La vida es un sueño è la colonna sonora della seconda stagione della telenovela argentina Soy Luna. L'album è stato rilasciato in Argentina il 3 marzo 2017. In Italia i due cd costitutivi dell'album verranno pubblicati in momenti diversi: il primo è uscito il 26 maggio 2017, mentre il secondo è inedito.

## Prima del CD
Il 27 febbraio 2017,  Claro música ha pubblicato i primi 30 secondi di ogni canzone, che sono serviti come anteprima del CD, questo disponibile solo in Messico.

## Tracce

### CD 1
1. Karol Sevilla – Siempre Juntos – 4:17 (Maria Florencia Ciarlo, Federico San Milan, Eduardo Emilio Frigeiro)
2. Michael Ronda, Gaston Vietto e Lionel Ferro – Alzo Mi Bandera – 2:58 (Maria Florencia Ciarlo, Federico San Milan, Eduardo Emilio Frigeiro)
3. Karol Sevilla – La vida es un sueño – 3:27 (Maria Florencia Ciarlo, Federico San Milan, Eduardo Emilio Frigeiro)
4. Katja Martinez – Fush, ¡Te vas! – 3:09 (Maria Florencia Ciarlo, Federico San Milan, Eduardo Emilio Frigeiro)
5. Valentina Zenere – ¿Como me ves? – 2:02 (Federico Agustin Vilas, Mauro Bruno Franceschini Campo)
6. Agustín Bernasconi e Carolina Kopelioff – Mitad y Mitad – 2:50 (Maria Florencia Ciarlo, Federico San Milan, Eduardo Emilio Frigeiro)
7. Cast di Soy Luna – Valiente – 3:08 (Federico Agustin Vilas, Mauro Bruno Franceschini Campo)
8. Chiara Parravicini, Ana Jara e Jorge Lopéz – Honey Funny – 2:27 (Federico Agustin Vilas, Mauro Bruno Franceschini Campo)
9. Lionel Ferro, Michael Ronda e Gastón Vietto – Linda – 3:43 (Maria Florencia Ciarlo, Federico San Milan, Eduardo Emilio Frigeiro)
10. Cast di Soy Luna – Cuenta Conmigo – 3:31 (Maria Florencia Ciarlo, Federico San Milan, Eduardo Emilio Frigeiro)
11. Karol Sevilla e Ruggero Pasquarelli – Vives en mi – 2:55 (Federico Agustin Vilas, Mauro Bruno Franceschini Campo)
12. Cast di Soy Luna – I've got a Feeling – 2:40 (Sebastian Carlos Mellino, Pablo Nicolas Correa, Oscar Alejandro Vergara Becerra)
13. Ruggero Pasquarelli – Princesa – 3:13 (Sebastian Carlos Mellino, Pablo Nicolas Correa, Oscar Alejandro Vergara Becerra)

Durata totale: 40:20

### CD 2
1. Cast di Soy Luna – Footloose – 3:13 (Dean Pitchford, Kenny Logins)
2. Karol Sevilla – Solo para ti – 3:37 (Maria Florencia Ciarlo, Federico San Milan. Eduardo Emilio Frigeiro)
3. Valentina Zenere – Catch me if you can – 3:18 (Stefan Skarbek, Maria Florencia Ciarlo, Federico San Milan, Eduardo Emilio Frigeiro, Ariel Levitan, Jon Castelli)
4. Michael Ronda, Gaston Vietto e Lionel Ferro – Pienso – 3:39 (Sebastian Carlos Mellino, Pablo Nicolas Correa, Oscar Alejandro Vergara Becerra)
5. Karol Sevilla e Michael Ronda – Andaremos – 4:20 (Sebastian Carlos Mellino, Pablo Nicolas Correa, Oscar Alejandro Vergara Becerra)
6. Ruggero Pasquarelli – Allá voy – 3:07 (Ruggero Pasquarelli)
7. Karol Sevilla – No te pido mucho – 3:33 (Maria Florencia Ciarlo, Federico San Milan, Eduardo Emilio Frigeiro)
8. Ruggero Pasquarelli – Stranger – 3:12 (Jess Cates, Jordan Mohilowski, Dan Ostebo)
9. Ruggero Pasquarelli e Agustín Bernasconi – Aquí estoy – 2:32 (Federico Agustin Vilas, Mauro Bruno Franceschini Campo)
10. Chiara Parravacini – Yes, I Do – 3:21 (Bruno Martini, Mayra Arduini, Eduardo Camargo)
11. Michael Ronda – Yo quisiera – 3:42 (Federico Agustin Vilas, Mauro Bruno Franceschini Campo)
12. Cast di Soy Luna – Siempre Juntos (Versione cast) – 4:18 (Maria Florencia Ciarlo, Federico San Milan, Eduardo Emilio Frigeiro)

Durata totale: 41:52